# Dekanat Volkach
Das Dekanat Volkach ist ein ehemaliges Dekanat des römisch-katholischen Bistums Würzburg. Der kirchliche Amtsbezirk bestand von 1811 bis 1975.

## Geschichte
Das Bistum Würzburg bestand in seiner Frühzeit aus einigen wenigen Pfarreien, denen sehr viele Filialdörfer zugeordnet waren. Diese Urpfarreien verloren während des Mittelalters an Bedeutung, weil immer mehr der ehemaligen Filialen zu eigenen Pfarreien aufstiegen. Dies machte eine kompliziertere Organisation des Bistums nötig. Jeweils zehn Pfarreien wurden zu sogenannten Dekanaten zusammengeschlossen. Im 12. Jahrhundert etablierte man außerdem sogenannte Archidiakonate, die einen oder mehrere Dekanatsbezirke verwalteten.
Die Pfarrei Volkach war lange Zeit dem Archidiakonat Gerolzhofen zugeordnet, während die Orte der Umgebung teilweise zum Archidiakonat Dettelbach bzw. zum Archidiakonat Iphofen gehörten. Im Jahr 1584 wurden die Archidiakonate aufgelöst und das Bistum durch Julius Echter von Mespelbrunn in Dekanate eingeteilt. Zwar wechselte in der Folgezeit der Name des Bezirks noch häufiger, jedoch blieb Volkach während des Mittelalters und der Frühen Neuzeit immer dem Verwaltungsbezirk in Gerolzhofen zugeordnet.
Mit der von Napoleon initiierten Säkularisation im Jahr 1803 wurde das Hochstift Würzburg als geistliches Territorium aufgelöst und ausschließlich als Bistum der römisch-katholischen Kirche etabliert. Im Jahr 1811 teilte man deshalb auch die Verwaltungseinheiten des Bistums neu ein. Nun entstand das Dekanat Volkach aus Pfarreien der Archidiakonate Dettelbach, Gerolzhofen und Iphofen. Der Dekan wurde von den Pfarrern des Dekanats gewählt und von der Regierung bestätigt.
Im Jahr 1905 passte man die Anzahl der Dekanate an die Bezirksämter an. Durch den Zweiten Weltkrieg und die Flüchtlinge aus den ehemaligen deutschen Gebieten in Osteuropa stieg die Zahl der römisch-katholischen Pfarreien im ursprünglich konfessionell gemischten Mainfranken stark an. Mit der Auflösung des Dekanats Dettelbach am 1. Januar 1955 wurde das Volkacher Dekanat neuerlich vergrößert. Erst 1975 löste man den Verwaltungsbezirk auf, die Pfarreien wurden zwischen den Dekanaten Kitzingen, Schweinfurt-Süd und Würzburg rechts des Mains aufgeteilt.

## Gliederung
| Pfarrei          | Pfarrkirche                    | Geokoordinate                    | Teil des Dekanats (von–bis) | Anmerkungen                                                        |
| ---------------- | ------------------------------ | -------------------------------- | --------------------------- | ------------------------------------------------------------------ |
| Astheim          | St. Johannes Evangelist        | 49° 51′ 45,9″ N, 10° 13′ 5″ O    | 1811–1975                   | zuvor Landkapitel Gerolzhofen, danach Dekanat Kitzingen            |
| Dipbach          | St. Ägidius                    | 49° 53′ 48,5″ N, 10° 7′ 28,7″ O  | 1955–1975                   | zuvor Dekanat Dettelbach, danach Dekanat Würzburg rechts des Mains |
| Escherndorf      | St. Johannes Baptist           | 49° 51′ 45,6″ N, 10° 10′ 28,2″ O | 1905–1975                   | zuvor Dekanat Dettelbach, danach Dekanat Kitzingen                 |
| Euerfeld         | St. Michael                    | 49° 49′ 16,3″ N, 10° 6′ 38,8″ O  | 1955–1975                   | zuvor Dekanat Dettelbach, danach Dekanat Kitzingen                 |
| Fahr             | St. Johannes Baptist           | 49° 52′ 37,7″ N, 10° 9′ 53,8″ O  | 1811–1975                   | danach Dekanat Kitzingen                                           |
| Gaibach          | Dreifaltigkeitskirche          | 49° 53′ 26,1″ N, 10° 13′ 38,7″ O | 1811–1975                   | zuvor Landkapitel Gerolzhofen, danach Dekanat Kitzingen            |
| Grafenrheinfeld  | Kreuzauffindungskirche         | 50° 0′ 5,7″ N, 10° 11′ 57,8″ O   | 1811–1905                   | danach Dekanat Schweinfurt-Süd                                     |
| Heidenfeld       | St. Laurentius                 | 49° 57′ 59,4″ N, 10° 12′ 14,9″ O | 1811–1905                   | danach Dekanat Schweinfurt-Süd                                     |
| Hirschfeld       | St. Kilian                     | 49° 56′ 42,5″ N, 10° 11′ 7,2″ O  | 1811–1905                   | danach Dekanat Schweinfurt-Süd                                     |
| Kolitzheim       | St. Stephanus                  | 49° 55′ 15,3″ N, 10° 14′ 6,1″ O  | 1811–1975                   | zuvor Landkapitel Gerolzhofen, danach Dekanat Schweinfurt-Süd      |
| Nordheim am Main | St. Laurentius                 | 49° 51′ 35,6″ N, 10° 10′ 59″ O   | 1905–1975                   | zuvor Landkapitel Iphofen, danach Dekanat Kitzingen                |
| Oberpleichfeld   | St. Peter und Paul             | 49° 52′ 43,8″ N, 10° 5′ 5,8″ O   | 1955–1975                   | zuvor Dekanat Dettelbach, danach Dekanat Würzburg rechts des Mains |
| Obervolkach      | St. Nikolaus                   | 49° 52′ 24,5″ N, 10° 15′ 31,9″ O | 1811–1975                   | zuvor Landkapitel Gerolzhofen, danach Dekanat Kitzingen            |
| Prosselsheim     | St. Bartholomäus               | 49° 51′ 47,4″ N, 10° 7′ 39,2″ O  | 1955–1975                   | zuvor Dekanat Dettelbach, danach Dekanat Würzburg rechts des Mains |
| Püssensheim      | Allerheiligenkirche            | 49° 52′ 44,6″ N, 10° 7′ 23,6″ O  | 1955–1975                   | danach Dekanat Würzburg rechts des Mains                           |
| Rimbach          | St. Georg                      | 49° 51′ 54,5″ N, 10° 17′ 36,1″ O | 1811–1975                   | danach Dekanat Kitzingen                                           |
| Röthlein         | St. Jakobus                    | 49° 59′ 10,5″ N, 10° 12′ 56,7″ O | 1811–1905                   | danach Dekanat Schweinfurt-Süd                                     |
| Sommerach        | St. Eucharius                  | 49° 49′ 45,1″ N, 10° 12′ 14,5″ O | 1905–1975                   | zuvor Dekanat Stadtschwarzach, danach Dekanat Kitzingen            |
| Stammheim        | St. Bartholomäus               | 49° 54′ 12,3″ N, 10° 11′ 32″ O   | 1811–1975                   | zuvor Landkapitel Gerolzhofen, danach Dekanat Schweinfurt-Süd      |
| Untereisenheim   | Mariä Himmelfahrt              | 49° 52′ 58,2″ N, 10° 9′ 32,4″ O  | 1811–1975                   | danach Dekanat Würzburg rechts des Mains                           |
| Volkach          | St. Bartholomäus und St. Georg | 49° 51′ 54,6″ N, 10° 13′ 33,7″ O | 1811–1975                   | zuvor Landkapitel Gerolzhofen, danach Dekanat Kitzingen            |
| Wipfeld          | St. Johannes der Täufer        | 49° 55′ 20,4″ N, 10° 10′ 36,8″ O | 1811–1905                   | danach Dekanat Schweinfurt-Süd                                     |
| Zeilitzheim      | Schlosskapelle                 | 49° 53′ 52,9″ N, 10° 16′ 6,3″ O  | 1811–1975                   | danach Dekanat Schweinfurt-Süd                                     |

## Dekane (Auswahl)
- Friedrich Hofmann (gen. 1843), Pfarrer von Grafenrheinfeld[5]
- Philipp Weigand (gen. 1898), Pfarrer von Fahr
- Simon Himmel (gen. 1957–nach 1962), Geistlicher Rat, Pfarrer von Volkach[6]
- Johannes Fischer (1969–1975), Pfarrer von Sommerach